# مغدوشة
مغدوشة (به عربی: مغدوشة) یک منطقهٔ مسکونی در لبنان است که در استان جنوبی لبنان واقع شده‌است.